# Andalo
Andalo je město v Itálii v provincii Trento. Je významným turistickým střediskem. Sídlo se nachází ve středu bezodtokého sedla v horské skupině Brenta. Údolí zvýrazňuje na západě Piz Galin (2442 m n. m.) a na východě Cima Paganella (2 125 m.m.m.). Vodní toky se soustředí v jezeře Molveno, odkud se krasovou či hydrotechnickou poutí dostávají do řeky Sarca. Na okraji města se nalézá stejnojmenné jezero krasového původu. Jezero Andalo je zcela bez povrchových přítoků a jeho hladina se pohybuje v závislosti na srážkách. V suchém období na koci léta může téměř vyschnout. Západní svahy nad městem jsou součástí národního parku Adamello-Brenta s menší populací medvěda hnědého.

## Historie
Jako pomístní jméno souboru horských pastvin se název Andalo vyskytuje od 12. století. Od té doby se místo rozrostlo na 14 samostatných usedlostí, jejichž kamenné hraničení je patrné dodnes. Tyto celky, nazývané masi, obývaly rodiny patřící ke stejnému klanu. V roce 1623 byla sepsána „Carta di Regola“, dokument s 54 pravidly, které upravovaly život města a setkání hlav rodin. V 17. století došlo k největšímu nárůstu počtu obyvatel. Hlavní příčinou byl úspěšně rozvinutý proces lesní pastvy. Základní produkcí oblasti byly od středověku mléčné výrobky. V 60. letech 20. století se začala budovat soustava lyžařských tratí na západním svahu masivu Paganella a Andalo se stalo významným turistickým střediskem.  

## Sakrální stavby
Duchovní správa se odvíjela od místa původního zdroje obyvatelstva, starověké Pieve del Banale (dnešní Tavodo). Pro náboženské akce v oblasti byla vybudována kaple svatého Vigilia na hradě Molveno, která zůstala dodnes zachována. V samotném Andalu byla postavena v roce 1450 kaple zasvěcená svatému Pavlovi. Na začátku 16. století byli za patrony Andala určeni svatý Vít, svatý Modest a svatá Crescentia a krátce na to byl i kostel zasvěcen těmto světcům. Koncem 16. století byl v blízkosti starého kostela postaven ještě kostelík zasvěcený svatému Rochu, který zůstal zachován dodnes. Nárůst počtu obyvatel vyvolal rozhodnutí o stavbě nového kostela svatého Víta. Ten byl dostaven v centrální části sídla v roce 1783. Ve druhé polovině 19. století k němu byla přistavěna zvonice a hřbitov, kam byly přeneseny ostatky ze hřbitova starého kostela, který zatím zcela zanikl. Zvony byly během války zabaveny Rakušany pro válečnou výrobu. V roce 1928 byla navýšena zvonice, opatřena hodinami a novými zvony. S nástupem cestovního ruchu v 60. letech 20. století vzešla potřeba ještě většího kostela. Problémy vyřešila nová stavba v těsném sousedství farního kostela, která byla vybudována ve stylu stanu setkávání. Nová stavba byla vybudována v letech 1972 - 1974 a převzala od svého souseda funkci farního kostela.

Panoráma města před prvním sněhem

## Turistika a sport
Dohromady 14 lyžařských vleků a lanovek propojují 50 km sjezdovek různé délky a obtížnosti. V okolí jezera Andalo jsou tři osvětlené běžkařské tratě. Z vrcholu Cima Paganella je výhled na Dolomiti, hlavní části horské skupiny Brenta, dále údolí řek Noce a Adiže a za dobré viditelnosti lze přehlédnout Gardské jezero. Východní část masivu Pagenella je oblastí horolezeckých tras a soutěží. Andalo je výchozím bodem tras na Piz Galin, Croz dell´Altissimo a k jezeru Molveno..
Město je místem letních soustředění fotbalových klubů ACF Fiorentina, Hellas Verona FC, Bologna FC 1909 a L.R.Vicenza.
V letech 1973 a 2016 se Andalo stalo cílovým místem etap Giro d'Italia, kde nejatraktivnějším místem je stoupání silnice mezi Mezzolombardo a Fai della Paganella. 

## Galerie

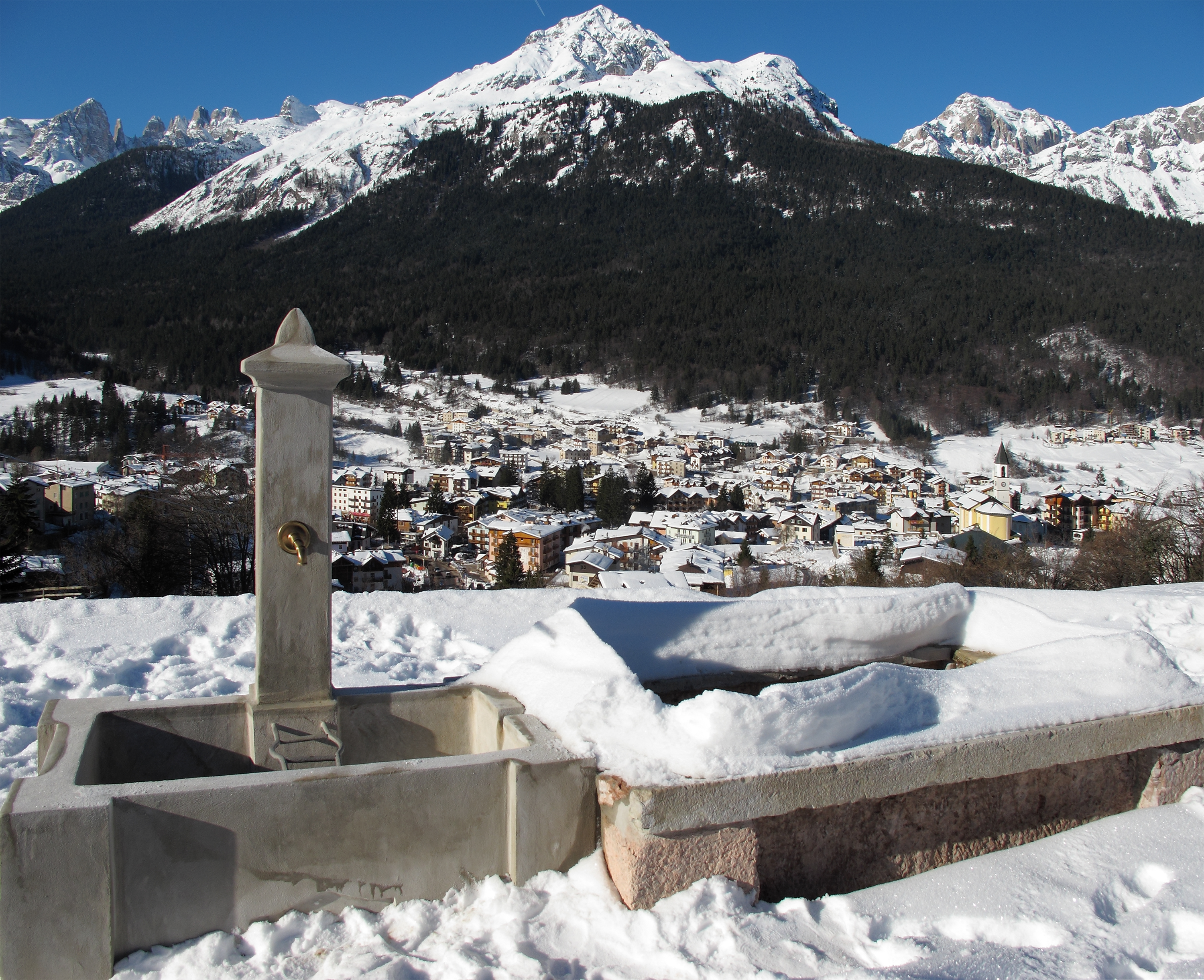
S Piz Galin v zimě
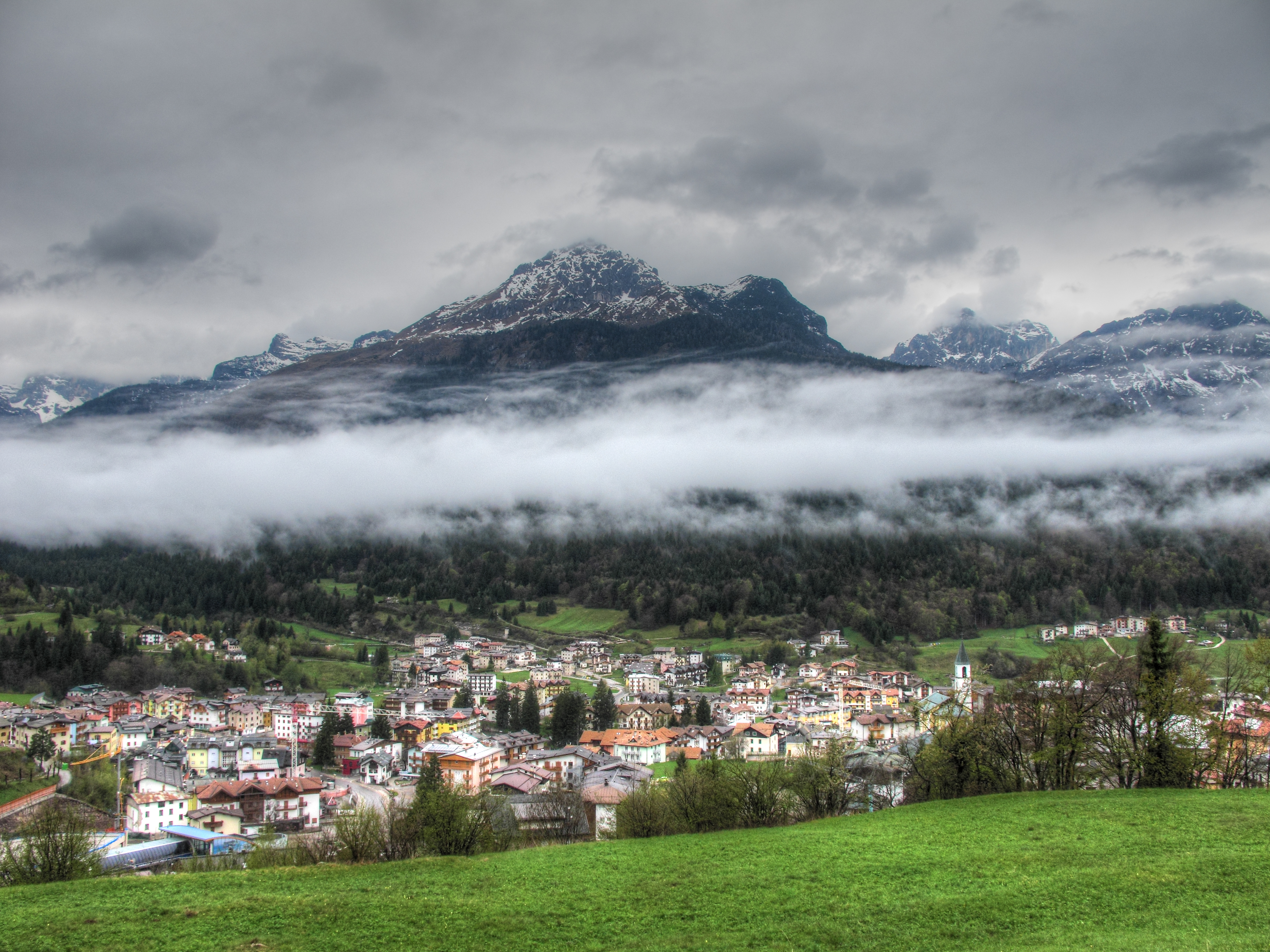
Pod Piz Galin v máji
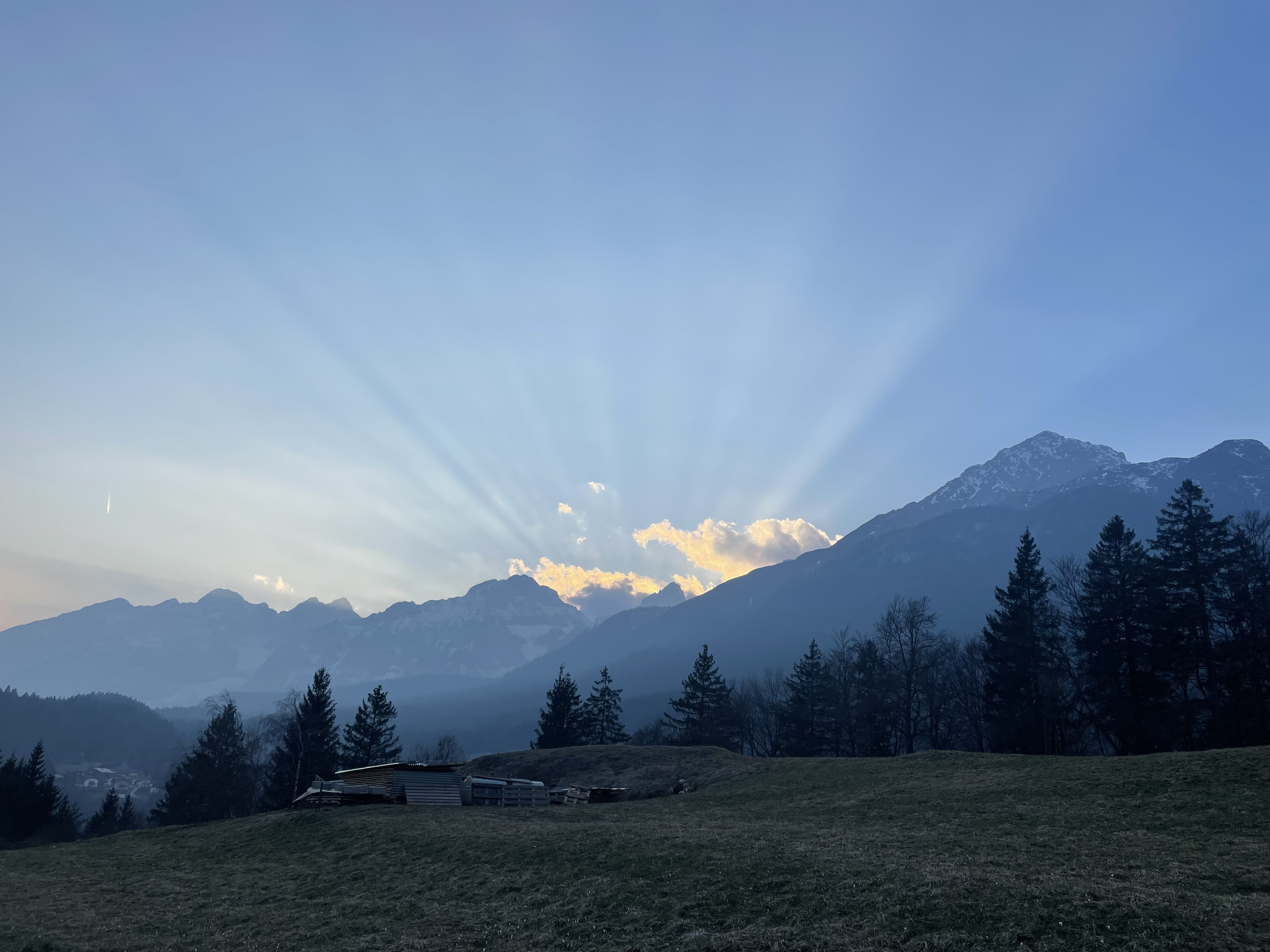
Západ slunce nad Andalem při pohledu ze severních pastvin
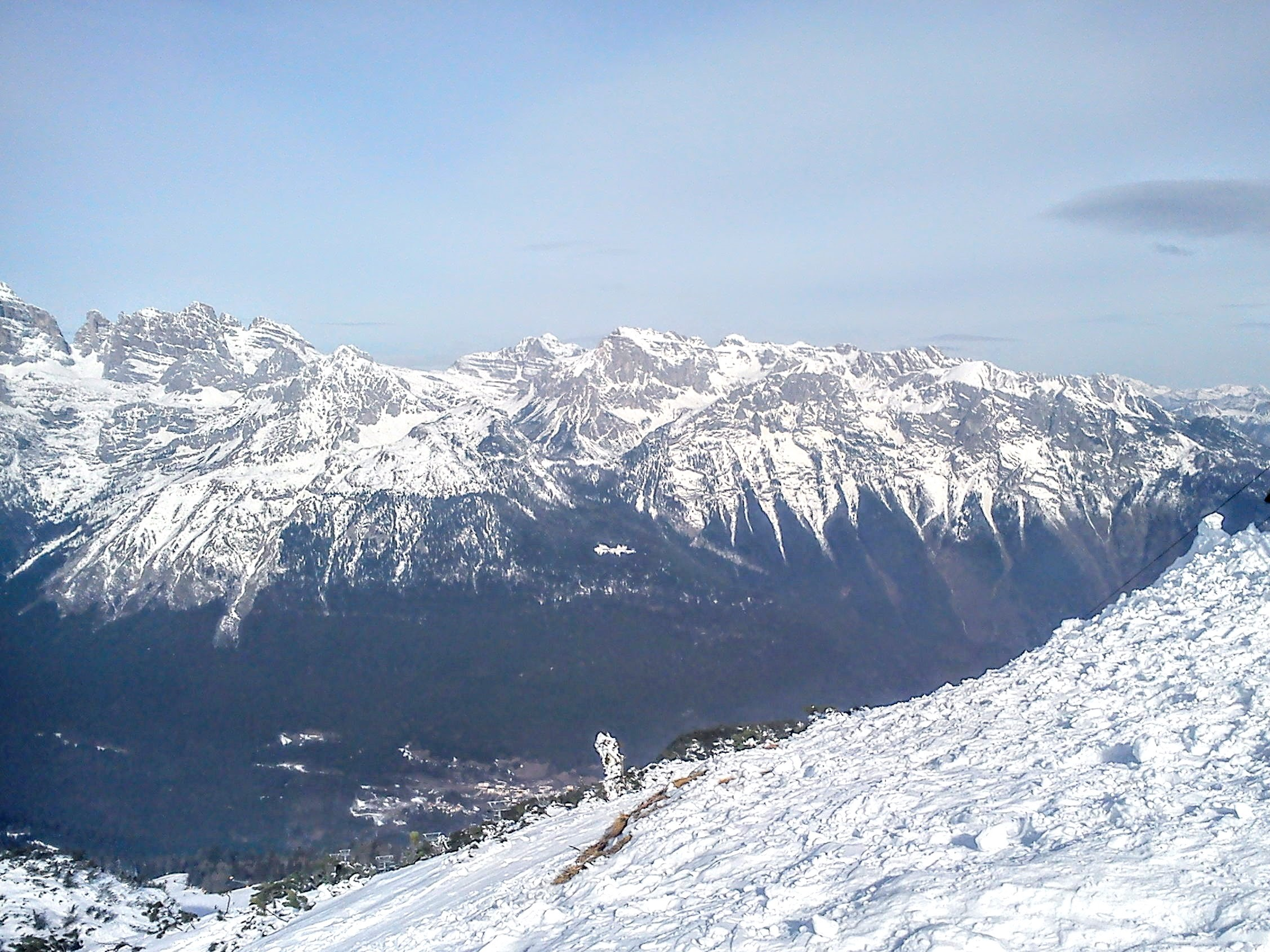
Andalo z vrcholu Cima Pagenella
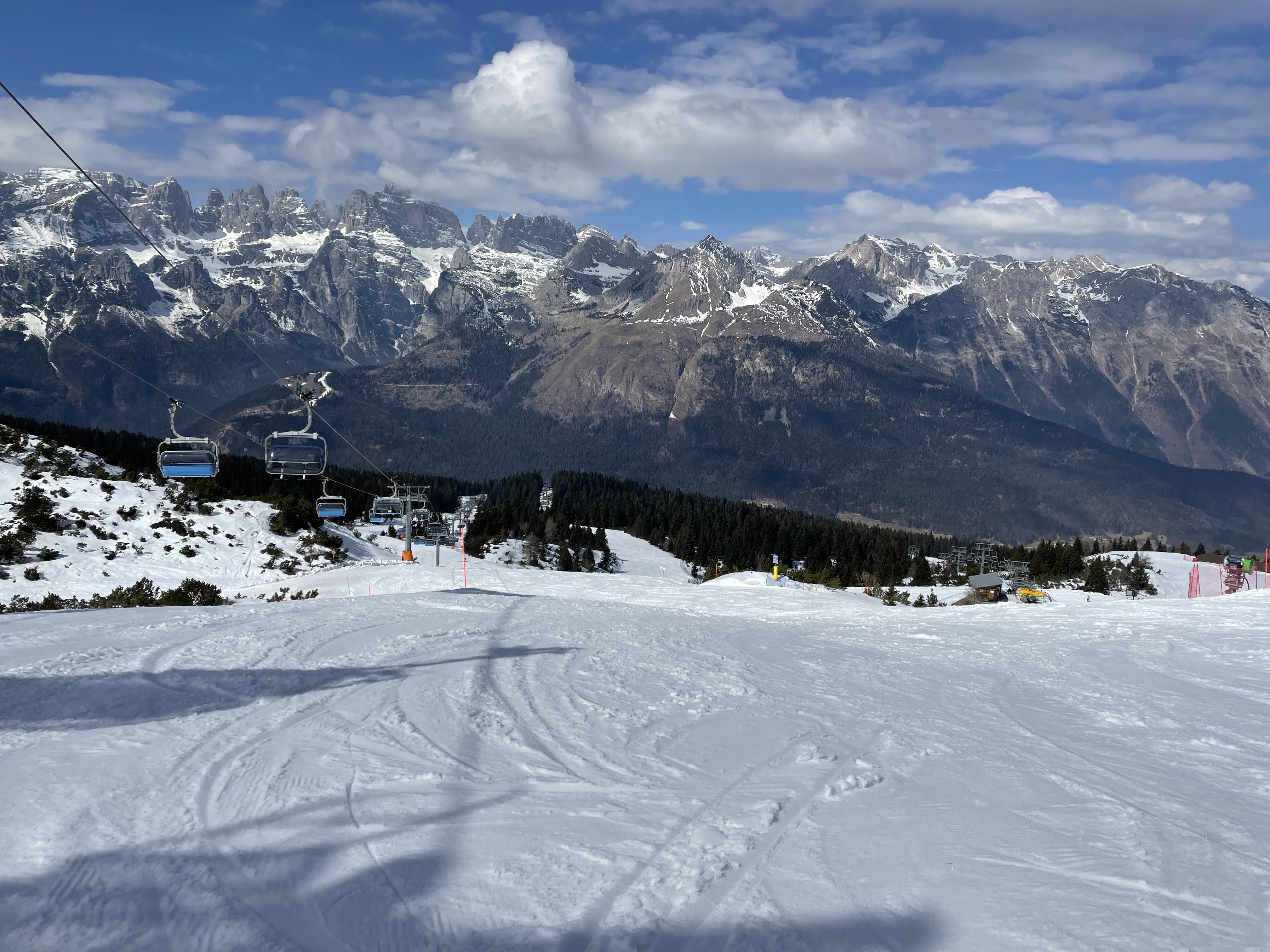
Pohled na pohoří Brenta ze sjezdovky nad Andalem
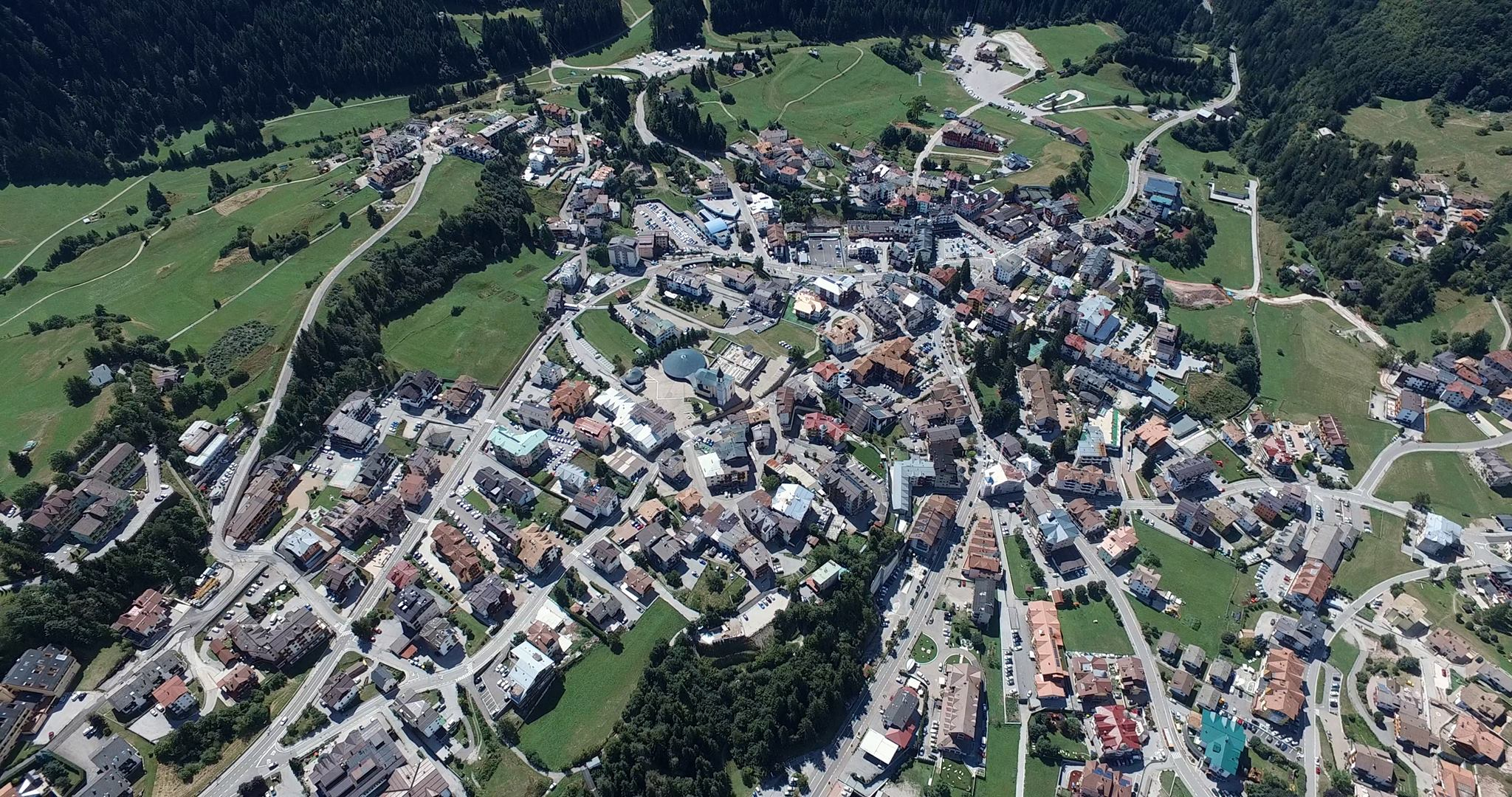
Letecký pohled
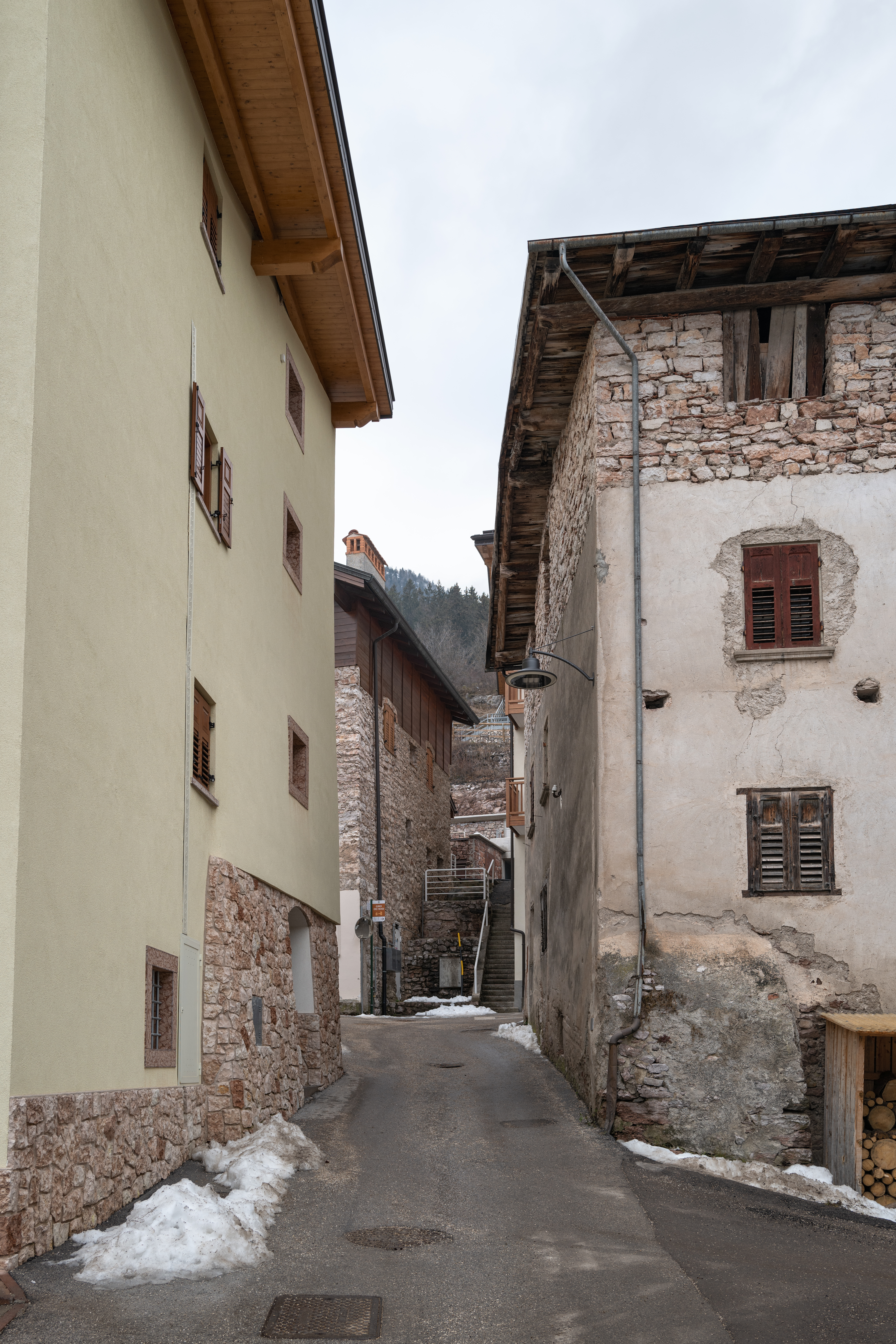
Cesta k úpatí Piz Galin
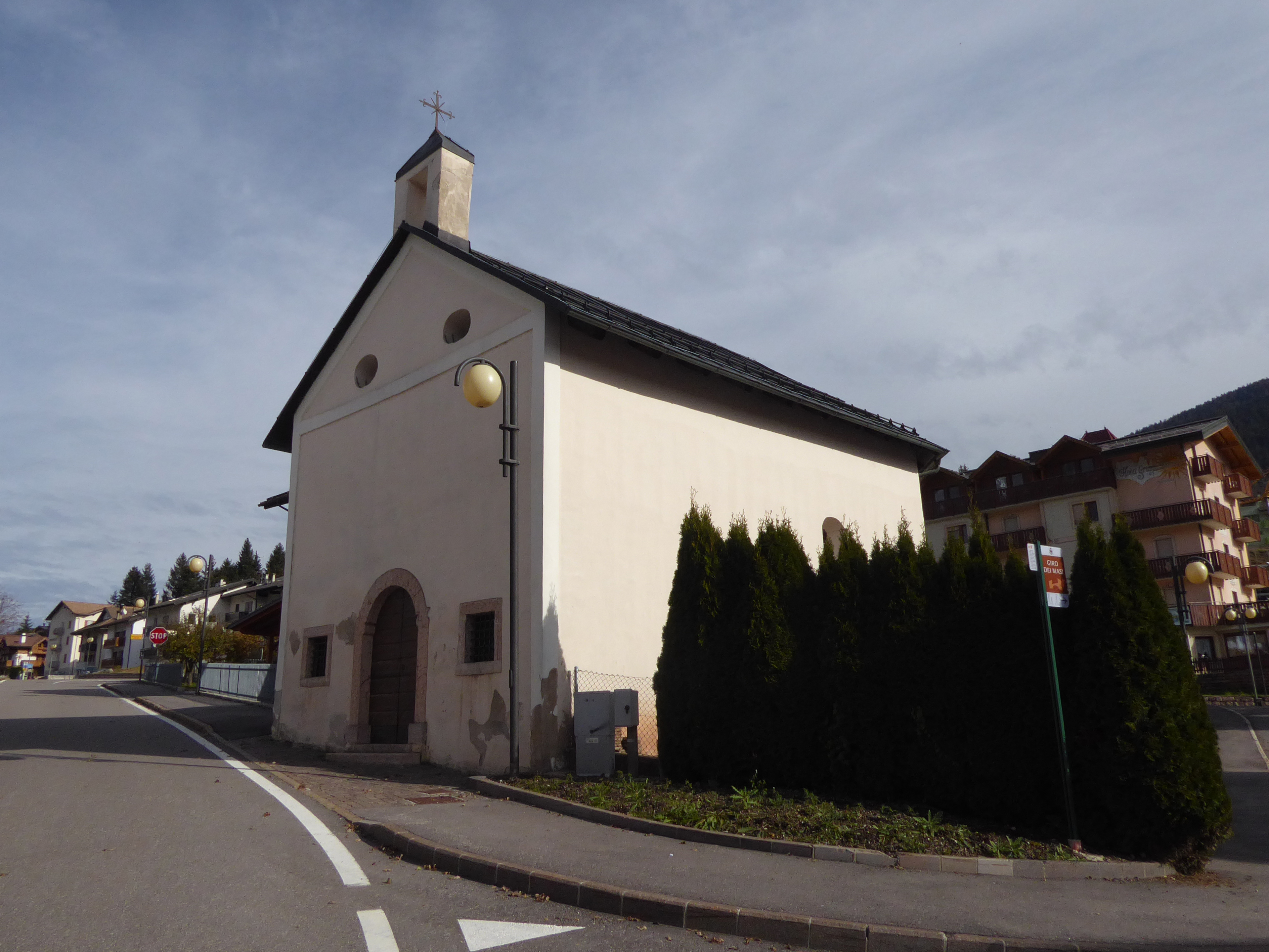
Kaple svatého Rocha ze 16. století
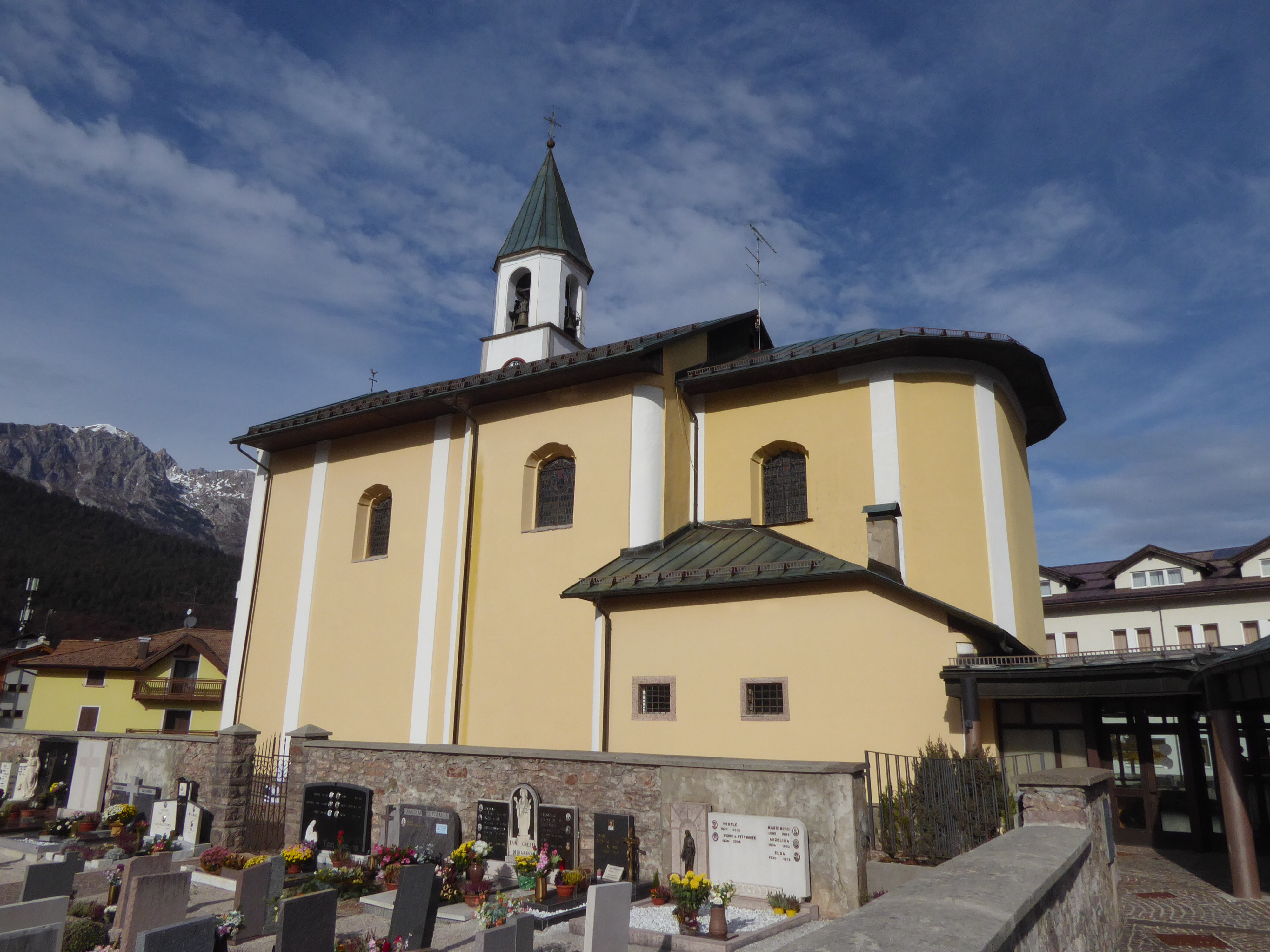
Kostel svatých Víta, Modesta a Crescentie z 18. století
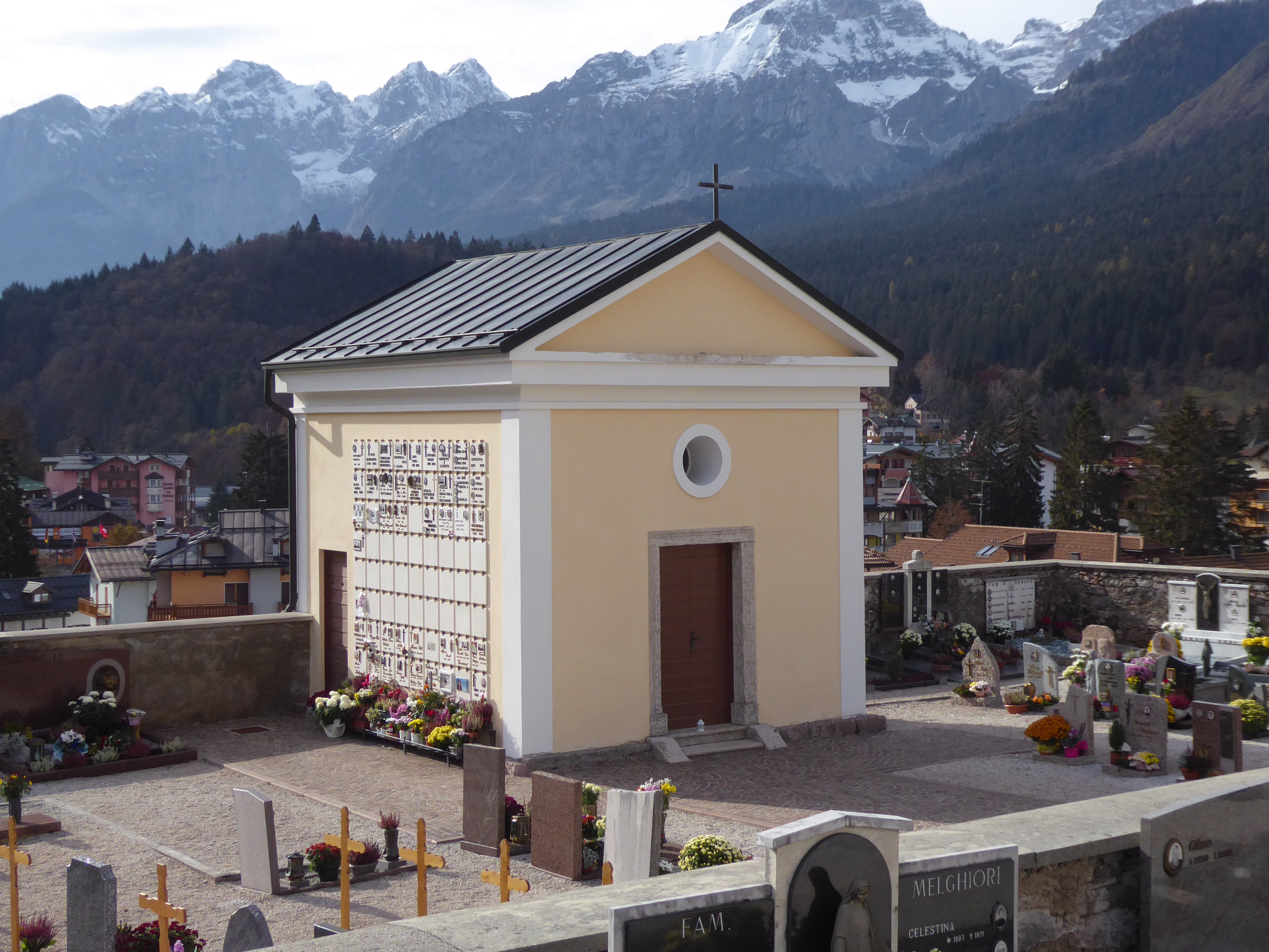
Hřbitov z 19. století
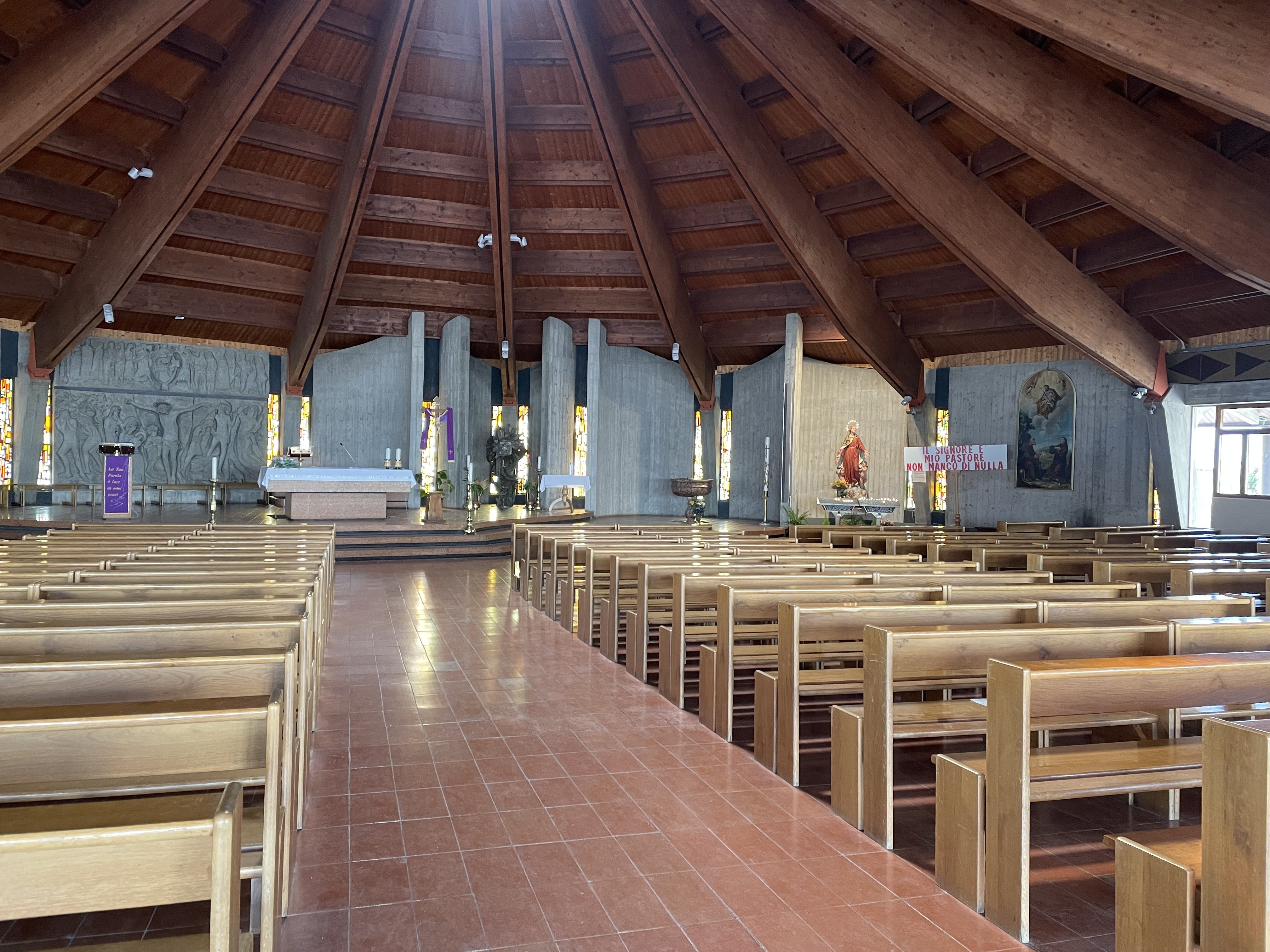
Nový kostel svatých Víta, Modesta a Crescentie z 20. století
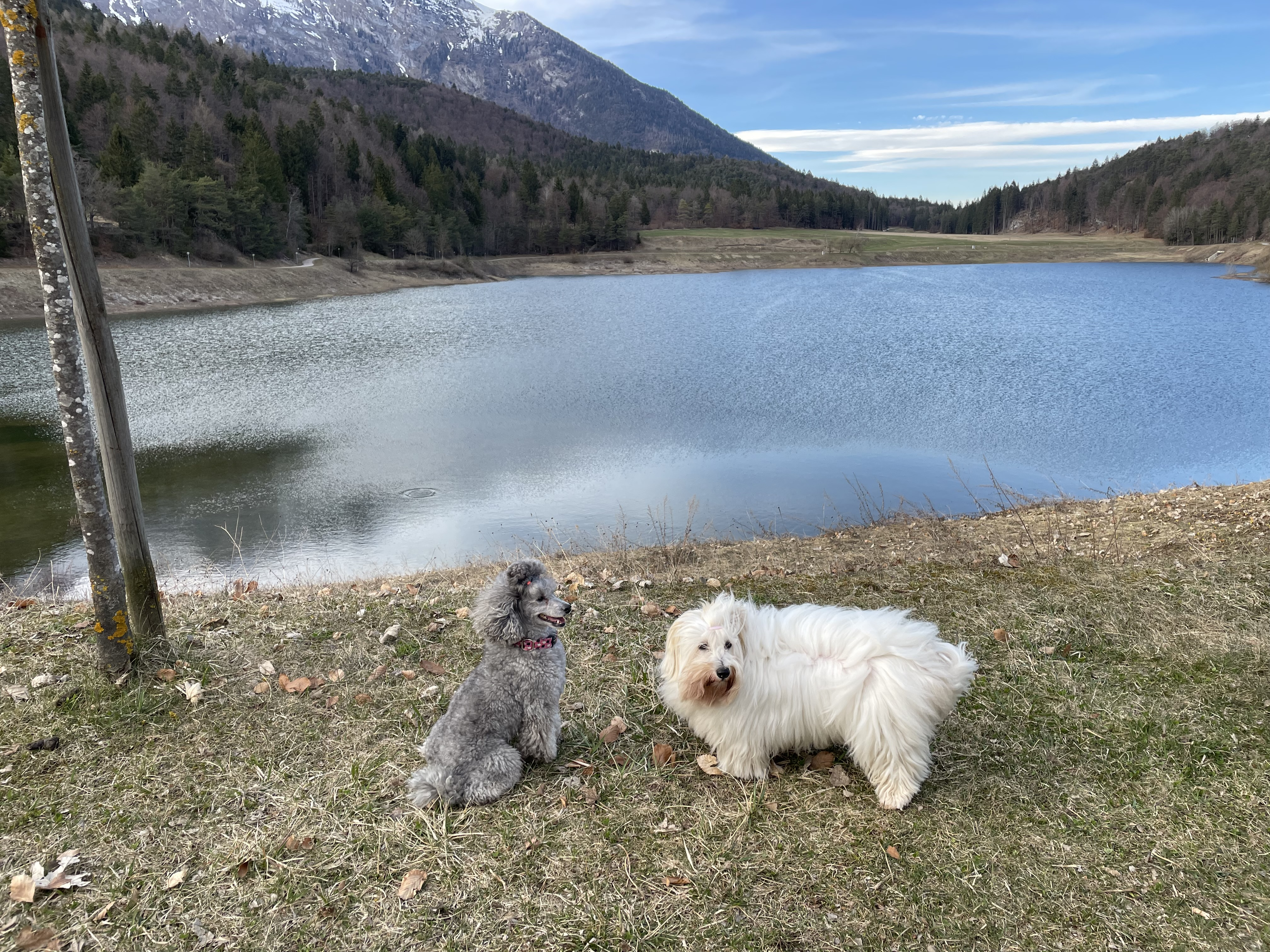
Jezero Andalo na začátku pěšího okruhu